# Hitomi no Juunin
Hitomi no Juunin (瞳の住人?, Hitomi no Jūnin) è un brano musicale del gruppo musicale giapponese de L'Arc~en~Ciel, pubblicato come terzo singolo estratto dall'album Smile, il 3 marzo 2004. Il singolo ha raggiunto la prima posizione della classifica Oricon dei singoli più venduti in Giappone, rimanendo in classifica per dieci settimane e vendendo 170 370 copie. Il singolo è stato certificato disco d'oro dalla RIAJ.

## Tracce
CD Singolo KSCL-915
1. Hitomi no Juunin (瞳の住人)
2. Hitomi no Juunin (hydeless version) (瞳の住人)
3. READY STEADY GO (ken READY)
4. READY STEADY GO (tetsu READY)
5. READY STEADY GO (yukihiro READY)

Durata totale: 23:18

## Classifiche
| Classifica (2004) | Posizione più alta |
| ----------------- | ------------------ |
| Giappone (Oricon) | 1                  |